# Althepus complicatus
Espèce
Althepus complicatus est une espèce d'araignées aranéomorphes de la famille des Psilodercidae.

## Distribution
Cette espèce est endémique de Sumatra en Indonésie. Elle se rencontre dans la grotte Cantab à Lhoknga dans la province d'Aceh.

## Description
La carapace du mâle holotype mesure 1,7 mm de long sur 1,6 mm et l'abdomen 2,7 mm de long

## Publication originale
- Deeleman-Reinhold, 1995 : The Ochyroceratidae of the Indo-Pacific region (Araneae). The Raffles Bulletin of Zoology Supplement, no 2, p. 1-103 (texte intégral).